# Synagoge der Rue de la Roquette

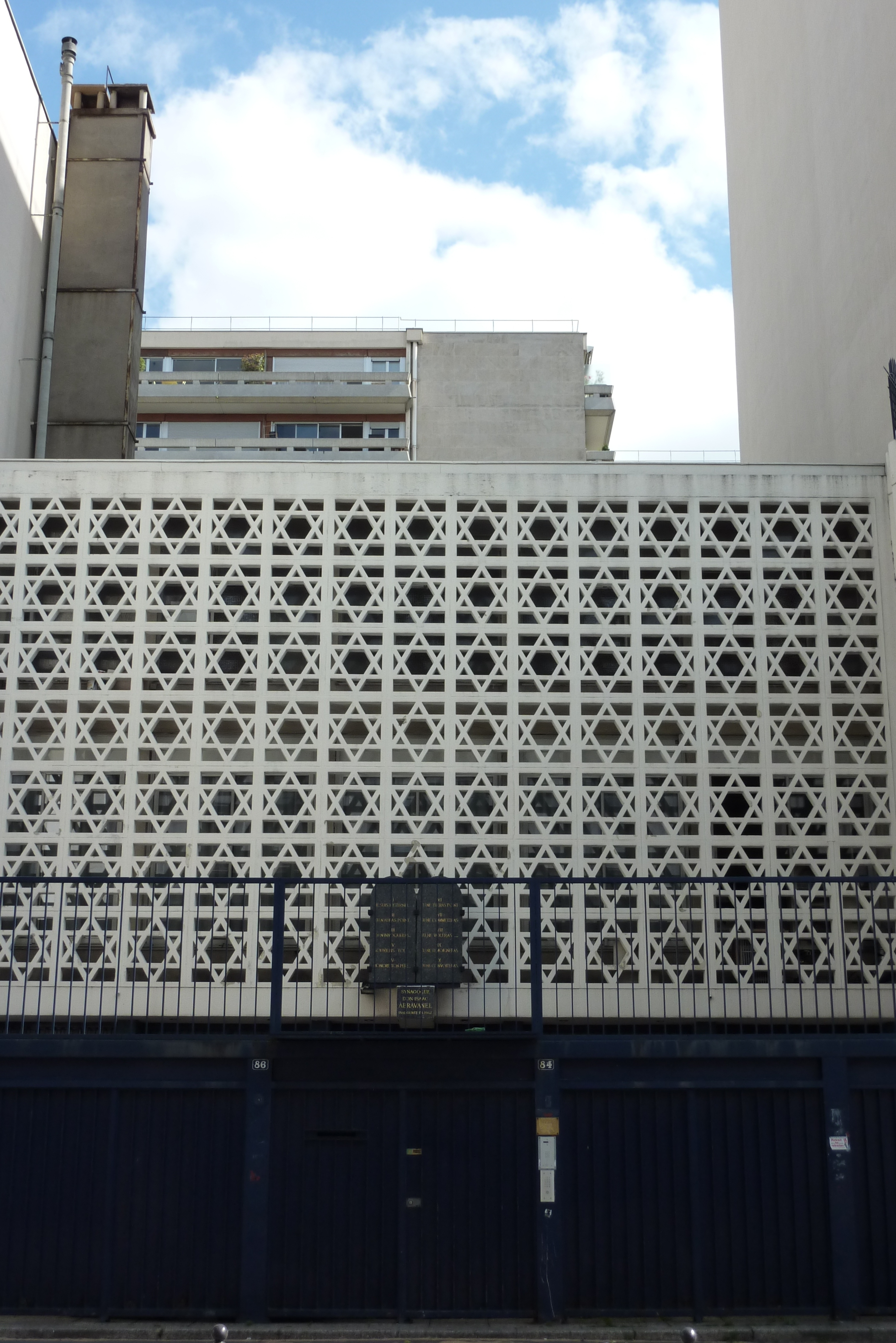
Synagoge der Rue de la Roquette, Betonfassade mit Davidsternen

Die Synagoge der Rue de la Roquette, auch als Synagoge Don Isaac Abravanel bezeichnet, ist eine Synagoge des sefardischen Ritus und befindet sich in der Rue de la Roquette Nr. 84–86, im 11. Arrondissement von Paris. Sie wurde 1962 nach der Zuwanderung zahlreicher nordafrikanischer Juden aus den Maghreb-Staaten Marokko, Algerien und Tunesien gebaut. 

## Geschichte
Anfang des 20. Jahrhunderts siedelten sich viele aus Ägypten, der Türkei und aus Saloniki stammende Juden in dem nahe der Place de la Bastille gelegenen Viertel um die Straßen Rue Popincourt und Rue Sedaine an. 1909 wurde in einem Hinterzimmer des Cafés Le Bosphore in der Rue Sedaine ein Gebetsraum eingerichtet. Die Zeremonien wurden in Hebräisch und Ladino abgehalten. 1913 wurde in der Rue Popincourt Nr. 7, an der Stelle eines ehemaligen Kinos, die Synagoge Al Syete (an der Sieben) errichtet, die bis Mitte der 1960er Jahre genutzt wurde.
1922 kaufte die Association cultuelle orientale israélite unter ihrem damaligen Präsidenten Nissim Rozanès das Gelände in der Rue de la Roquette, um dort eine Synagoge und ein Kriegerdenkmal für die orientalischen Juden zu errichten. Obwohl 400 000 Francs an Spenden gesammelt werden konnten, wurde 1935 nur das Kriegerdenkmal realisiert. Die heutige Synagoge wurde erst 1962, nach den Plänen der Architekten Arthur Héaume und Alexandre Persitz, gebaut. Letzterer entwarf auch das Mémorial de la Shoah (Shoah-Gedenkstätte) in Paris.
Am 1. April 1962 wurde die Synagoge eingeweiht und nach Isaak Abrabanel (Don Isaac Abravanel) (1437–1508), einem Bibelexegeten und Verfasser philosophischer Schriften benannt, der als Financier im Dienst der portugiesischen Könige und der Katholischen Könige Spaniens stand. Heute wird die Synagoge vor allem von nordafrikanischen Juden besucht.

## Architektur

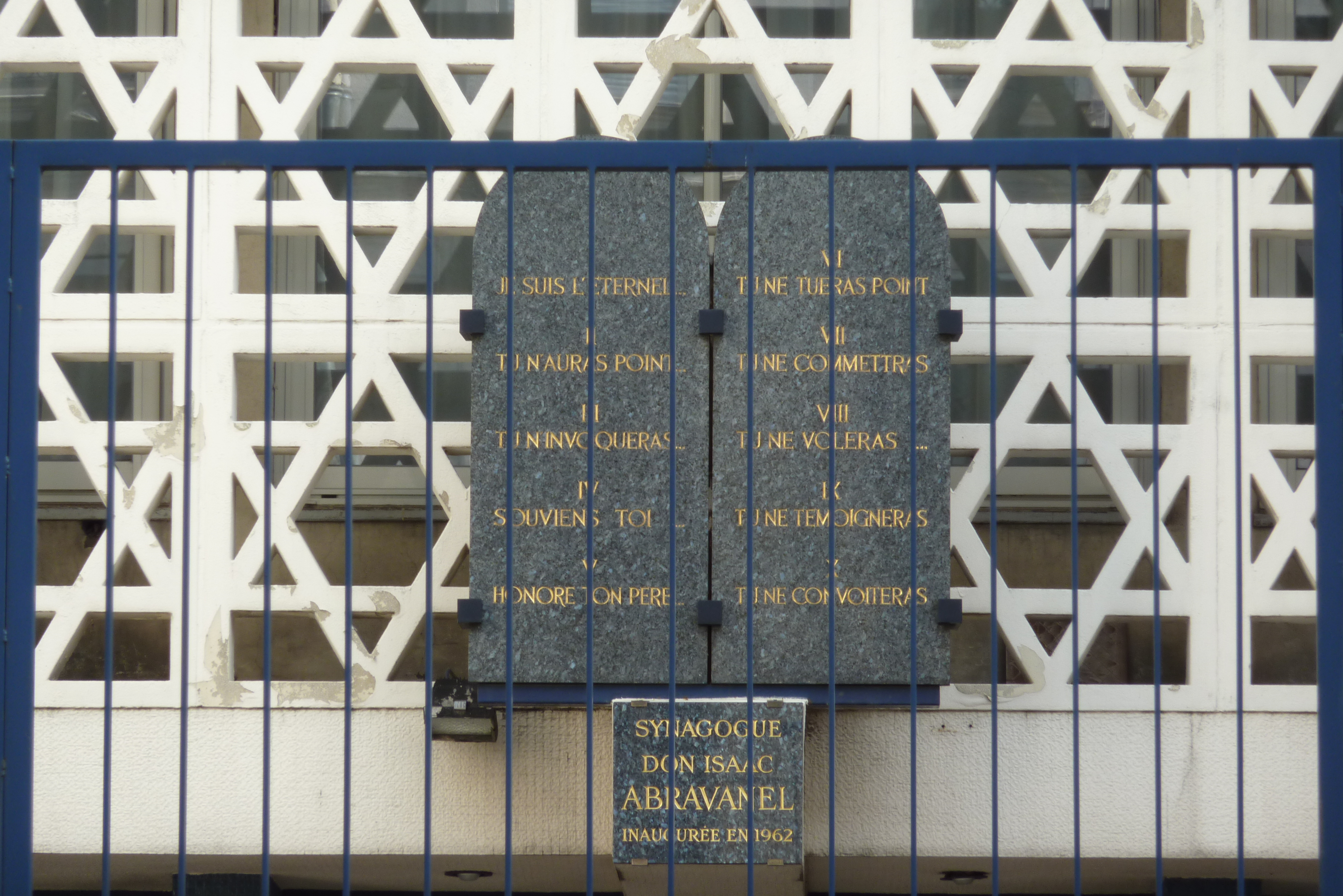
Synagoge der Rue de la Roquette, Gesetzestafeln über dem Eingang

Das Gebäude ist eine moderne Konstruktion aus Glas und Stahlbeton. Ein durch ein Gitter abgeschlossener Vorhof trennt es von der Straße. Hier erinnern Gedenktafeln an die orientalischen Juden, die als Freiwillige im Ersten Weltkrieg ihr Leben ließen, an die Gefallenen des Zweiten Weltkrieges und an die Ermordeten unter dem Vichy-Regime.
Die Fassade besteht aus einer von Davidsternen durchbrochenen Betonwand. Über dem Eingang sind die Gesetzestafeln aus schwarzem Marmor mit vergoldeten Buchstaben angebracht, wobei der Text in französischer Sprache eingraviert ist.
Der Innenraum fasst 350 Plätze. Er wird von schlanken Säulen, die die Frauenemporen tragen, in vier Joche gegliedert. Die Betondecke ist in Form einer Ziehharmonika gestaltet und erinnert an das Mischkan, das Zelt, in dem nach dem Alten Testament die Bundeslade untergebracht war. Wie es für orthodoxe Synagogen üblich ist, befindet sich die Bima im Zentrum des Raumes. Der Thoraschrein ist in die Wandtäfelung eingebettet. Er wird von einem Davidstern und den Gesetzestafeln bekrönt.